# Raúl Castillo
Raul Castillo Jr. (McAllen, Texas, 30 de agosto de 1973) es un actor y dramaturgo estadounidense, reconocido por sus papeles en las películas Cold Weather, Wrath of Man y Army of the Dead, y por su rol como Richie Donado Ventura en el seriado de HBO Looking. Recibió una nominación en los Premios Independent Spirit como mejor actor de reparto por su participación en el filme We the Animals.

## Filmografía

### Cine
| Año  | Título                 | Papel                   | Notas   |
| ---- | ---------------------- | ----------------------- | ------- |
| 2005 | Immaculate Perception  | José                    | Corto   |
| 2005 | Tadpoles               |                         | Corto   |
| 2007 | The Negative           | Rick Del Valle          | Corto   |
| 2007 | Amexicano              | Ignacio                 |         |
| 2008 | Paraíso Travel         | Carlos                  |         |
| 2008 | Arroyo Seco            |                         | Corto   |
| 2009 | Don't Let Me Drown     | Alex                    |         |
| 2010 | Cold Weather           | Carlos                  |         |
| 2010 | Gareeb Narwaz's Taxi   | Manny                   | Corto   |
| 2011 | Lorimer                | Richie                  | Corto   |
| 2011 | Narcocorrido           | Héctor / Lázaro De Yuma | Corto   |
| 2012 | Hated                  |                         |         |
| 2012 | My Best Day            | Neil                    |         |
| 2012 | Local Tourists         | Sal                     | Corto   |
| 2012 | Kiss Me                | Kid Vargas              | Corto   |
| 2012 | #ImHere – THE CALL     | Raf                     | Corto   |
| 2013 | Bless Me, Ultima       | Andrew                  |         |
| 2015 | Sweets                 | Lincoln                 |         |
| 2015 | Staring in the Sun     | Sonny                   |         |
| 2016 | Special Correspondents | Domingo                 |         |
| 2017 | Permission             | Heron                   |         |
| 2018 | We the Animals         | Paps                    |         |
| 2018 | Unsane                 | Jacob                   |         |
| 2019 | El Chicano             | Diego / Pedro           |         |
| 2019 | Knives Out             | Policía                 |         |
| 2021 | Little Fish            | Ben                     |         |
| 2021 | Wrath of Man           | Sam                     |         |
| 2021 | Army of the Dead       | Mikey Guzman            |         |
| 2021 | Fauces de la noche     | Jay                     | Netflix |
| 2021 | Mother/Android         | Arthur                  |         |
| 2022 | The Inspection         | Rosales                 | Netflix |
| 2023 | Cassandro              | Gerardo / El Comandante |         |
| 2024 | Breathe                | Micah                   |         |
| 2024 | Cold Wallet            | Billy                   |         |

### Televisión
| Año     | Título              | Papel                 | Notas        |
| ------- | ------------------- | --------------------- | ------------ |
| 2009    | Nurse Jackie        | Joseph                | 1 episodio   |
| 2009    | Law & Order         | Eddy Blanco           | 1 episodio   |
| 2009    | All My Children     | Carlos                | 1 episodio   |
| 2009    | Damages             | Policía               | 3 episodios  |
| 2011    | The Trainee         | Henry Howell          | 3 episodios  |
| 2011–13 | East WillyB         | Edgar                 | 3 episodios  |
| 2012    | The Girl            | Agente                | Telefilme    |
| 2013    | Murder in Manhattan | Nelson                | Telefilme    |
| 2013    | Blue Bloods         | Raul                  | 1 episodio   |
| 2014–15 | Looking             | Richie Donado Ventura | 14 episodios |
| 2015    | Gotham              | Eduardo Flamingo      | 1 episodio   |
| 2016    | Looking: The Movie  | Richie Donado Ventura | Telefilme    |
| 2016    | Easy                | Bernardo "Bernie"     | 1 episodio   |
| 2017    | Riverdale           | Oscar Castillo        | 1 episodio   |
| 2017–18 | Atypical            | Nick                  | 10 episodios |
| 2018    | Seven Seconds       | Felix Osorio          | 10 episodios |